# Kamionka Wołoska
Kamionka Wołoska (ukr. Кам'янка-Волоська) – dawna okolica szlachecka położona bezpośrednio na południowy wschód od Rawy Ruskiej oraz ok. 40 km na północny zachód od Lwowa. Obecnie wioski znajdują się w rejonie żółkiewskim obwodu lwowskiego.
Wieś tenuty rzeczyckiej, położona była w XVIII wieku w powiecie bełskim. Kamionka Wołoska składała się z 278 obszarów dworskich (дворищ) w 14 ugrupowaniach.
Pod koniec XIX w. część Kamionki nosiła nazwę Kaczmary.
W II Rzeczypospolitej do 1934 samodzielna gmina jednostkowa – największa w woj. lwowskim z 9274 mieszkańcami. Następnie przekształcona w zbiorową wiejską gminę Kamionka Wołoska w powiecie rawskim w woj. lwowskim. 
15 kwietnia 1944 nacjonaliści ukraińscy z OUN-UPA zamordowali tutaj 9 Polaków.
Po wojnie obszar ten został odłączony od Polski i włączony do Ukraińskiej SRR.
Miejsce urodzenia polskiego powieściopisarza i poety Zygmunta Kaczkowskiego.
Dawniej nazwę Kamionka Wołoska nosiła stacja kolejowa na trasie Lwów – Rawa Ruska (obecnie przystanek kolejowy Lipnik).